# Krešimir Kordić
Krešimir Kordić (Mostar, Bosnia y Herzegovina, 3 de septiembre de 1981), futbolista bosnio. Juega de delantero y su actual equipo es el HŠK Zrinjski Mostar de la Premijer Liga de Bosnia-Herzegovina.

## Clubes
| Club                     | País                 | Año           |
| ------------------------ | -------------------- | ------------- |
| HŠK Zrinjski Mostar      | Bosnia y Herzegovina | 1999 - 2001   |
| NK Hrvatski dragovoljac  | Croacia              | 2001 - 2002   |
| NK Zadar                 | Croacia              | 2002 - 2004   |
| HŠK Zrinjski Mostar      | Bosnia y Herzegovina | 2005 - 2007   |
| NK Posušje               | Bosnia y Herzegovina | 2007 - 2008   |
| HŠK Zrinjski Mostar      | Bosnia y Herzegovina | 2008 - 2010   |
| Slovan Bratislava        | Eslovaquia           | 2010 - 2011   |
| DAC 1904 Dunajská Streda | Eslovaquia           | 2011-2012     |
| Široki Brijeg            | Bosnia y Herzegovina | 2012-2014     |
| HŠK Zrinjski Mostar      | Bosnia y Herzegovina | 2014-presente |